# Artemisia chitachensis
Artemisia chitachensis là một loài thực vật có hoa trong họ Cúc. Loài này được (Maire) Coss. ex Y.R.Ling mô tả khoa học đầu tiên năm 1992.